# Homoeoschiza aberrans
Homoeoschiza aberrans är en skalbaggsart som beskrevs av Gerstaecker 1873. Homoeoschiza aberrans ingår i släktet Homoeoschiza och familjen Melolonthidae. Utöver nominatformen finns också underarten H. a. neghellina.